# Biserica de lemn din Visca

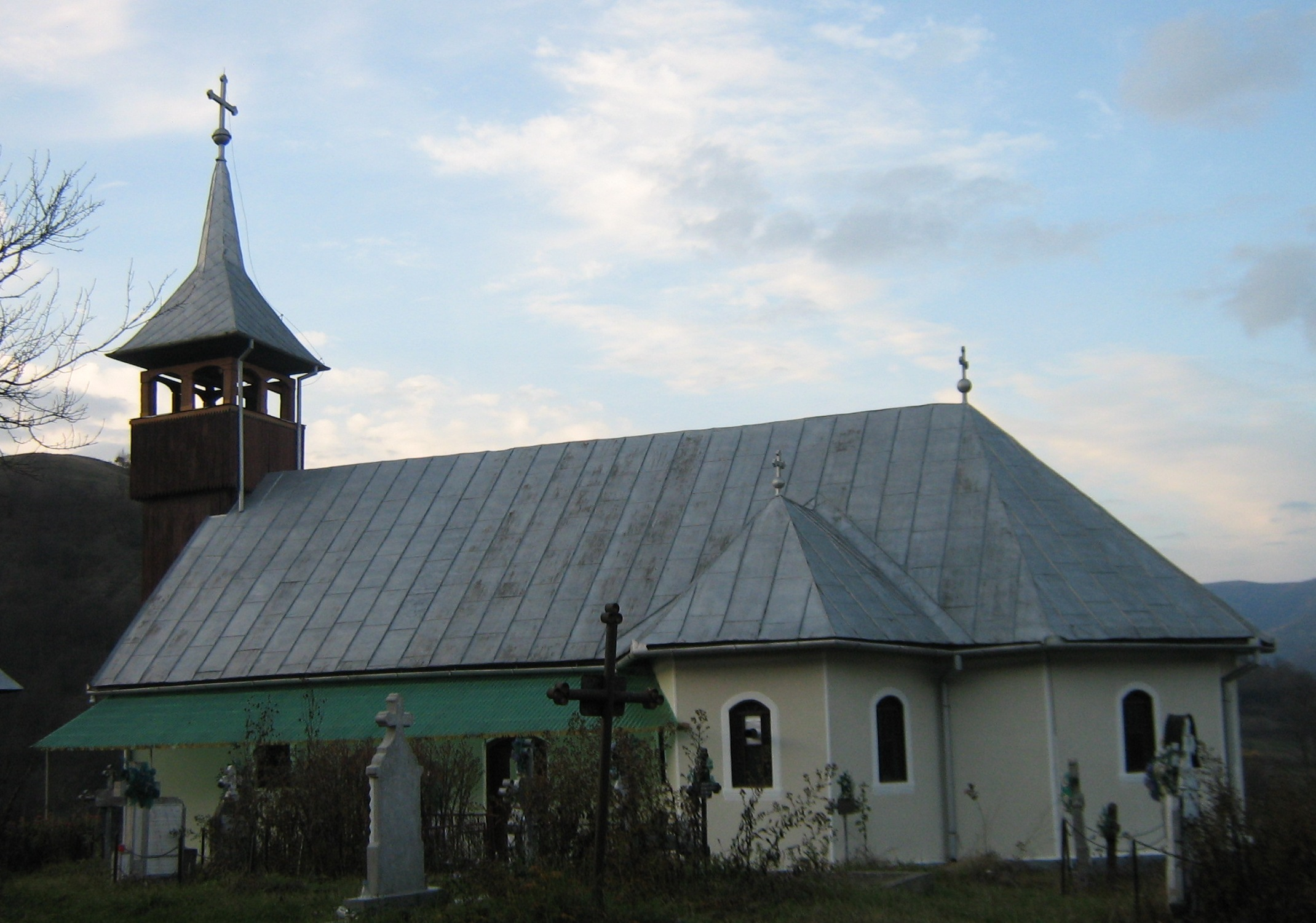
Biserica de lemn „Sfântul Mare Mucenic Gheorghe” din Visca, comuna Vorța, județul Hunedoara, foto: noiembrie 2008.

Biserica de lemn din Visca, comuna Vorța, județul Hunedoara a fost ridicată în anul 1764. Are hramul „Sfântul Mare Mucenic Gheorghe”. Biserica nu se află pe noua listă a monumentelor istorice.

## Istoric și trăsături
Biserica ortodoxă ,,Sfântul Mare Mucenic Gheorghe’’ din satul Visca a fost rectitorită în anul 1932, în timpul păstoririi preotului Toma Tămaș, recuperând de la lăcașul de cult anterior, din 1764, clopotul mic si o bună parte din vechile bârne, la suprafața cărora, sub stratul impropriu de tencuială, s-ar mai putea păstra urme ale unui vechi decor pictural degradat. De plan dreptunghiular, cu altarul nedecroșat, poligonal cu trei laturi, edificiul este prevăzut cu două abside laterale de aceeași formă și cu un turn suplu, cu foișor deschis și fleșă evazată; clopotnița, din scânduri, a fost elevată separat. La acoperirea lăcașului s-a folosit, în exclusivitate, tabla. Intrarea sudică (cealaltă se găsește pe latura apuseană) este protejată printr-o terasă deschisă  amplă. Biserica, renovată în anii 2001 și 2005, a fost decorată iconografic doar parțial; sfințirea se făcuse în 1948. Înaintașele ctitoriei actuale sunt menționate atât de conscripțiile anilor 1750, 1761-1762, 1805 și 1829-1831, cât și de harta iosefină a Transilvaniei (1769-1773).